# Giovanni Zanzotto
Giovanni Zanzotto (Pieve di Soligo, 18 novembre 1888 – Pieve di Soligo, 4 maggio 1960) è stato un pittore e decoratore italiano.
È il padre del noto poeta Andrea Zanzotto.

## Biografia
Nato nel 1888 a Pieve di Soligo, Giovanni è figlio di Andrea, anch'egli pittore, appartenente a una famiglia da secoli radicata nel territorio solighese. 
Imparato il mestiere del padre e diplomatosi nel 1911 a Bruxelles e nel 1913 presso l'Accademia di belle arti di Bologna, Giovanni inizia a operare sul territorio della provincia di Treviso e nel vicino bellunese. Prima della guerra e della chiamata alle armi lavora a Trieste.
Si sposa con Carmela Bernardi, con la quale andrà a vivere in Cal Santa, a Pieve di Soligo, nel 1921, anno di nascita del primogenito Andrea, che formerà buona parte del suo immaginario poetico in questo luogo.
Tra il 1919 e il 1924 Giovanni è affiancato nel suo lavoro da Emilio Fontana, altro artista attivo nel trevigiano; ma causa l'avversione mai celata nei confronti del regime fascista, Giovanni fu costretto all'emigrazione, per trovare lavoro e non esporsi troppo alle minacce dei fascisti: così tra 1925 e 1926 egli lavora in Francia.
Nel 1927 viene impiegato come maestro a Santo Stefano di Cadore, dove la famiglia si trasferisce fino al 1928.
Gli anni successivi sono segnati dall'inasprirsi del rapporto tra Giovanni e il regime, causa il suo voto negativo al plebiscito del 1929, anno in cui affresca, assistito dal figlio Andrea, la chiesa di Costalissoio.
Giovanni lavora a Santo Stefano fino al 1931, quando riparte per la Francia, dalla quale ritorna nel 1933. Seguono anni solighesi di ristrettezze economiche, causate dalla crisi, aggravata dal divieto di impiego imposto a Giovanni dal regime: vive dunque di lavori saltuari. 
I problemi economici e le preoccupazioni aumentano con lo scoppio della guerra nel 1940. Alla fine del conflitto, Giovanni Zanzotto viene eletto sindaco di Pieve di Soligo, viene riammesso all'insegnamento e può riprendere l'attivismo politico, militando nel Partito Socialista Italiano (PSIUP).
Giovanni muore a causa di un ictus il 4 maggio 1960, pochi giorni prima della nascita del primo figlio di Andrea, che del nonno eredita il nome.

## Opere
Di seguito si elenca una serie di luoghi nei quali sono custoditi lavori pittorici di Giovanni Zanzotto:
- Pieve di Soligo: Cappella Morona, Capitello di Sant'Anna
- Barbisano (Pieve di Soligo): chiesa parrocchiale
- Revine Lago: chiesa di Santa Maria
- Campea (Miane): chiesa parrocchiale
- Fontigo: chiesa parrocchiale
- Moriago della Battaglia: chiesa parrocchiale
- Mosnigo: chiesa parrocchiale
- Zoppè (San Vendemiano): chiesa parrocchiale
- Vidor: Villa Zadra
- Santo Stefano di Cadore: municipio
- Costalissoio (Santo Stefano di Cadore): chiesa parrocchiale

## Fonti
- Andrea Zanzotto, Le poesie e prose scelte, I Meridiani, Mondadori, 1999, pp. XCVII-CXVIII.